# Isotopes du tungstène
Le tungstène (W, numéro atomique 74) possède 35 isotopes connus, de nombre de masse variant entre 158 et 192, ainsi que 11 isomères nucléaires. Parmi ces isotopes, quatre sont stables, 182W, 183W, 184W et 186W, et ils constituent avec 180W, un radioisotope quasi stable, la totalité du tungstène naturel, dans des proportions variant de 14 à 30 % (0,12% pour 180W). Comme tous les éléments plus lourds que le zirconium, le tungstène est théoriquement instable et tous ses isotopes stables sont soupçonnés d'être faiblement radioactifs, se désintégrant par émission α en isotopes du hafnium correspondants. On attribue au tungstène une masse atomique standard de 183,84(1) u.
Parmi les radioisotopes artificiels caractérisés, les plus stables sont 181W (demi-vie de 121,2 jours), 185W (75,1 jours), 188W (69,4 jours) et 178W (21,6 jours). Tous les autres radioisotopes ont une demi-vie inférieure à un jour et la plupart inférieure à huit minutes.
Parmi les isomères nucléaires, le plus stable est 179m1W (t* de 6,4 minutes).
Les radioisotopes les plus légers (A ≤ 170) se désintègrent soit par émission de positron (β+) en isotopes du tantale soit par émission α en isotopes du hafnium, dans des proportions très variables selon les isotopes. Les radioisotopes plus lourds, mais plus légers que les isotopes stables (171 ≤A ≤ 182) se désintègrent eux par émission de positron (β+) en isotopes du tantale, à l'exception de 176W, 178W et 181W qui se désintègrent par capture électronique (également en isotopes du tantale), ainsi que de 180W qui se désintègre par émission α. Les radioisotopes plus lourds que les isotopes stables se désintègrent tous par désintégration β− en isotopes du rhénium.

## Isotopes notables

### Tungstène naturel
Le tungstène naturel est constitué des quatre isotopes stables 182W, 183W, 184W et 186W, et du radioisotope primordial quasi stable 180W (demi-vie de 1,8 × 1018 années), qui est très minoritaire.
| Isotope | Abondance (pourcentage molaire) |
| ------- | ------------------------------- |
| 180W    | 0,12 (1) %                      |
| 182W    | 26,50 (16) %                    |
| 183W    | 14,31 (4) %                     |
| 184W    | 30,64 (2) %                     |
| 186W    | 28,43 (19) %                    |

## Table des isotopes
| Symbole de l'isotope | Z (p)                | N (n)                | Masse isotopique (u) | Demi-vie        | Mode(s) de désintégration, | Isotope(s)-fils | Spin nucléaire |
| Symbole de l'isotope | Énergie d'excitation | Énergie d'excitation | Énergie d'excitation | Demi-vie        | Mode(s) de désintégration, | Isotope(s)-fils | Spin nucléaire |
| -------------------- | -------------------- | -------------------- | -------------------- | --------------- | -------------------------- | --------------- | -------------- |
| 158W                 | 74                   | 84                   | 157,97456(54)#       | 1,37(17) ms     | α                          | 154Hf           | 0+             |
| 158mW                | 1889(8) keV          | 1889(8) keV          | 1889(8) keV          | 143(19) µs      |                            |                 | 8+             |
| 159W                 | 74                   | 85                   | 158,97292(43)#       | 8,2(7) ms       | α (82%)                    | 155Hf           | 7/2-#          |
| 159W                 | 74                   | 85                   | 158,97292(43)#       | 8,2(7) ms       | β+ (18%)                   | 159Ta           | 7/2-#          |
| 160W                 | 74                   | 86                   | 159,96848(22)        | 90(5) ms        | α (87%)                    | 156Hf           | 0+             |
| 160W                 | 74                   | 86                   | 159,96848(22)        | 90(5) ms        | β+ (14%)                   | 160Ta           | 0+             |
| 161W                 | 74                   | 87                   | 160,96736(21)#       | 409(16) ms      | α (73%)                    | 157Hf           | 7/2-#          |
| 161W                 | 74                   | 87                   | 160,96736(21)#       | 409(16) ms      | β+ (23%)                   | 161Ta           | 7/2-#          |
| 162W                 | 74                   | 88                   | 161,963497(19)       | 1,36(7) s       | β+ (53%)                   | 162Ta           | 0+             |
| 162W                 | 74                   | 88                   | 161,963497(19)       | 1,36(7) s       | α (47%)                    | 158Hf           | 0+             |
| 163W                 | 74                   | 89                   | 162,96252(6)         | 2,8(2) s        | β+ (59%)                   | 163Ta           | 3/2-#          |
| 163W                 | 74                   | 89                   | 162,96252(6)         | 2,8(2) s        | α (41%)                    | 159Hf           | 3/2-#          |
| 164W                 | 74                   | 90                   | 163,958954(13)       | 6,3(2) s        | β+ (97,4%)                 | 164Ta           | 0+             |
| 164W                 | 74                   | 90                   | 163,958954(13)       | 6,3(2) s        | α (2,6%)                   | 160Hf           | 0+             |
| 165W                 | 74                   | 91                   | 164,958280(27)       | 5,1(5) s        | β+ (99,8%)                 | 165Ta           | 3/2-#          |
| 165W                 | 74                   | 91                   | 164,958280(27)       | 5,1(5) s        | α (0,2%)                   | 161Hf           | 3/2-#          |
| 166W                 | 74                   | 92                   | 165,955027(11)       | 19,2(6) s       | β+ (99,96%)                | 166Ta           | 0+             |
| 166W                 | 74                   | 92                   | 165,955027(11)       | 19,2(6) s       | α (0,035%)                 | 162Hf           | 0+             |
| 167W                 | 74                   | 93                   | 166,954816(21)       | 19,9(5) s       | β+ (>99,9%)                | 167Ta           | 3/2-#          |
| 167W                 | 74                   | 93                   | 166,954816(21)       | 19,9(5) s       | α (<0,1%)                  | 163Hf           | 3/2-#          |
| 168W                 | 74                   | 94                   | 167,951808(17)       | 51(2) s         | β+ (99,99%)                | 168Ta           | 0+             |
| 168W                 | 74                   | 94                   | 167,951808(17)       | 51(2) s         | α (0,0319%)                | 164Hf           | 0+             |
| 169W                 | 74                   | 95                   | 168,951779(17)       | 76(6) s         | β+                         | 169Ta           | (5/2-)         |
| 170W                 | 74                   | 96                   | 169,949228(16)       | 2,42(4) min     | β+(99%)                    | 170Ta           | 0+             |
| 170W                 | 74                   | 96                   | 169,949228(16)       | 2,42(4) min     | α (1%)                     | 166Hf           | 0+             |
| 171W                 | 74                   | 97                   | 170,94945(3)         | 2,38(4) min     | β+                         | 171Ta           | (5/2-)         |
| 172W                 | 74                   | 98                   | 171,94729(3)         | 6,6(9) min      | β+                         | 172Ta           | 0+             |
| 173W                 | 74                   | 99                   | 172,94769(3)         | 7,6(2) min      | β+                         | 173Ta           | 5/2-           |
| 174W                 | 74                   | 100                  | 173,94608(3)         | 33,2(21) min    | β+                         | 174Ta           | 0+             |
| 175W                 | 74                   | 101                  | 174,94672(3)         | 35,2(6) min     | β+                         | 175Ta           | (1/2-)         |
| 176W                 | 74                   | 102                  | 175,94563(3)         | 2,5(1) h        | CE                         | 176Ta           | 0+             |
| 177W                 | 74                   | 103                  | 176,94664(3)         | 132(2) min      | β+                         | 177Ta           | 1/2-           |
| 178W                 | 74                   | 104                  | 177,945876(16)       | 21,6(3) j       | CE                         | 178Ta           | 0+             |
| 179W                 | 74                   | 105                  | 178,947070(17)       | 37,05(16) min   | β+                         | 179Ta           | (7/2)-         |
| 179m1W               | 221,926(8) keV       | 221,926(8) keV       | 221,926(8) keV       | 6,40(7) min     | TI (99,72%)                | 179W            | (1/2)-         |
| 179m1W               | 221,926(8) keV       | 221,926(8) keV       | 221,926(8) keV       | 6,40(7) min     | β+ (0,28%)                 | 179Ta           | (1/2)-         |
| 179m2W               | 1631,90(8) keV       | 1631,90(8) keV       | 1631,90(8) keV       | 390(30) ns      |                            |                 | (21/2+)        |
| 179m3W               | 3348,45(16) keV      | 3348,45(16) keV      | 3348,45(16) keV      | 750(80) ns      |                            |                 | (35/2-)        |
| 180W                 | 74                   | 106                  | 179,946704(4)        | 1,8(0,2)×1018 a | α                          | 176Hf           | 0+             |
| 180m1W               | 1529,04(3) keV       | 1529,04(3) keV       | 1529,04(3) keV       | 5,47(9) ms      | TI                         | 180W            | 8-             |
| 180m2W               | 3264,56(21) keV      | 3264,56(21) keV      | 3264,56(21) keV      | 2,33(19) µs     |                            |                 | 14-            |
| 181W                 | 74                   | 107                  | 180,948197(5)        | 121,2(2) j      | CE                         | 181Ta           | 9/2+           |
| 182W                 | 74                   | 108                  | 181,9482042(9)       | Observé stable  | Observé stable             | Observé stable  | 0+             |
| 183W                 | 74                   | 109                  | 182,9502230(9)       | Observé stable  | Observé stable             | Observé stable  | 1/2-           |
| 183mW                | 309,493(3) keV       | 309,493(3) keV       | 309,493(3) keV       | 5,2(3) s        | TI                         | 183W            | 11/2+          |
| 184W                 | 74                   | 110                  | 183,9509312(9)       | Observé stable  | Observé stable             | Observé stable  | 0+             |
| 185W                 | 74                   | 111                  | 184,9534193(10)      | 75,1(3) j       | β−                         | 185Re           | 3/2-           |
| 185mW                | 197,43(5) keV        | 197,43(5) keV        | 197,43(5) keV        | 1,597(4) min    | TI                         | 185W            | 11/2+          |
| 186W                 | 74                   | 112                  | 185,9543641(19)      | Observé stable  | Observé stable             | Observé stable  | 0+             |
| 186m1W               | 1517,2(6) keV        | 1517,2(6) keV        | 1517,2(6) keV        | 18(1) µs        |                            |                 | (7-)           |
| 186m2W               | 3542,8(21) keV       | 3542,8(21) keV       | 3542,8(21) keV       | >3 ms           |                            |                 | (16+)          |
| 187W                 | 74                   | 113                  | 186,9571605(19)      | 23,72(6) h      | β−                         | 187Re           | 3/2-           |
| 188W                 | 74                   | 114                  | 187,958489(4)        | 69,78(5) j      | β−                         | 188Re           | 0+             |
| 189W                 | 74                   | 115                  | 188,96191(21)        | 11,6(3) min     | β−                         | 189Re           | (3/2-)         |
| 190W                 | 74                   | 116                  | 189,96318(18)        | 30,0(15) min    | β−                         | 190Re           | 0+             |
| 190mW                | 2381(5) keV          | 2381(5) keV          | 2381(5) keV          | <3,1 ms         |                            |                 | (10-)          |
| 191W                 | 74                   | 117                  | 190,96660(21)#       | 20# s [>300 ns] |                            |                 | 3/2-#          |
| 192W                 | 74                   | 118                  | 191,96817(64)#       | 10# s [>300 ns] |                            |                 | 0+             |

1. ↑  En gras pour les isotopes avec des demi-vies plus grandes que l'âge de l'univers (presque stables).
2. ↑  Abréviations :
CE : capture électronique ;
TI : transition isomérique.
3. ↑  Isotopes stables en gras.
4. ↑  Radionucléide primordial.
5. ↑  Soupçonné de se désintégrer par émission α en 178Hf avec une demi-vie supérieure à 1,70×1020 années.
6. ↑  Soupçonné de se désintégrer par émission α en 179Hf avec une demi-vie supérieure 8,0×1019 années.
7. ↑  Soupçonné de se désintégrer par émission α en 180Hf avec une demi-vie supérieure 1,80×1020 années.
8. ↑  Soupçonné de se désintégrer par émission α en 182Hf avec une demi-vie supérieure 4,1×1018 années.

### Remarques
- Les valeurs marquées d'un # ne proviennent pas uniquement des données expérimentales, mais aussi au moins en partie des tendances systématiques. Les spins avec des arguments d'affectation faibles sont entre parenthèses.
- Les incertitudes sont données de façon concise entre parenthèses après la décimale correspondante. Les valeurs d'incertitude dénotent un écart-type, à l'exception de la composition isotopique et de la masse atomique standard de l'IUPAC qui utilisent des incertitudes élargies[2].